# Cyphocharax gangamon
Cyphocharax gangamon é uma espécie de peixe da família dos Curimatidae e da ordem dos caraciformes. Os machos podem alcançar 4,7 cm de comprimento. Vivem em zonas de clima tropical, na América do Sul, mais especificamente, na bacia do rio Tapajós no Brasil.